# Norair Martirossowitsch Sissakjan

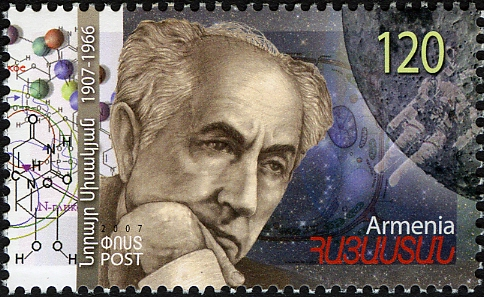
Norair Sissakjan

Norair Martirossowitsch Sissakjan (armenisch Նորայր Մարտիրոսի Սիսակյան, russisch Нора́йр Мартиро́сович Сисакя́н; * 12. Januarjul. / 25. Januar 1907greg. in Aschtarak; † 12. März 1966 in Moskau) war ein sowjetisch-armenischer Biochemiker, Astrobiologe und Hochschullehrer.

## Leben
Sissakjan studierte an der Moskauer Timirjasew-Akademie für Landwirtschaft mit Abschluss 1932. Ab 1935 arbeitete er im Institut für Biochemie der Akademie der Wissenschaften der UdSSR (AN-SSSR) (heute A. N. Bach-Institut für Biochemie). 1940 wurde er zum Doktor der biologischen Wissenschaften promoviert. Neben seiner Forschungsarbeit im Institut für Biochemie lehrte er als Professor an der Universität Moskau (MGU). Bekannt wurde er durch seine Beschreibung der Chloroplasten als polyfunktionale Zellstrukturen. Er trug wesentlich zum sowjetischen Raumfahrtprogramm bei. Seine Forschungsarbeiten waren einer der Grundsteine der Astrobiologie.

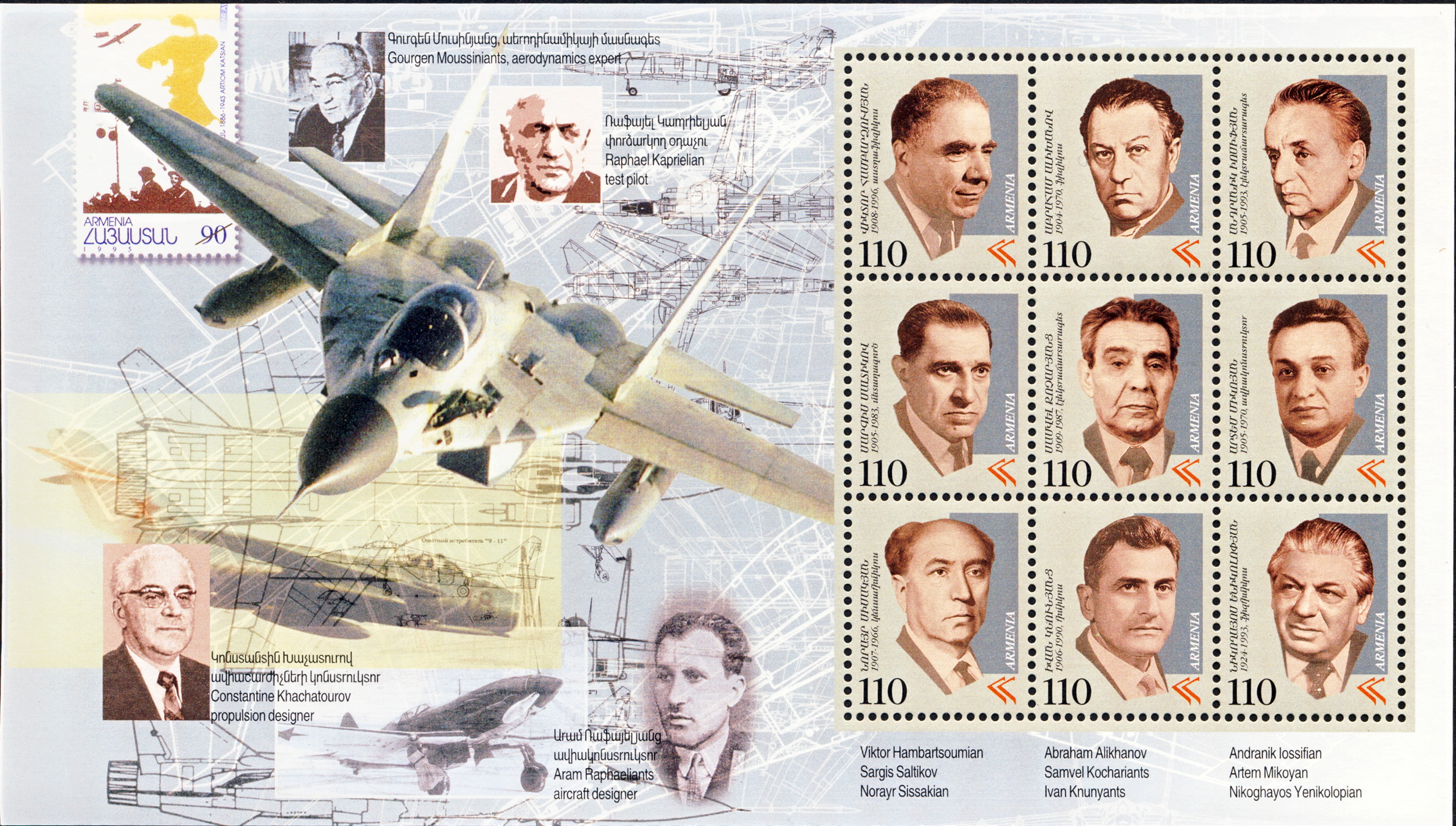
Hambardsumjan, Alichanow, Iossifjan, Saltykow, Kotscharjanz, Mikojan, Sissakjan, Knunjanz und Jenikolopow auf einer armenischen Briefmarke (2000)

Von 1959 bis 1963 war Sissakjan Akademiesekretär der Abteilung für biologische Wissenschaften der AN-SSSR. 1960 wurde er Mitglied der AN-SSSR und Mitglied des Präsidiums der AN-SSSR. 1963 wurde er Hauptwissenschaftssekretär des Präsidiums der AN-SSSR. 1965 wurde er Mitglied der Akademie der Wissenschaften der Armenischen SSR.
1965 wurde Sissakjan Vizepräsident der International Academy of Astronautics. Er war Vorsitzender des Commitee on Bioastronautics der International Astronautics Federation. Er beteiligte sich an der Pugwash-Bewegung. 1964 wurde er einstimmig zum Präsidenten der 21. Sitzung der UNESCO General Conference gewählt.
Der Physiker Alexei Norairowitsch Sissakjan war Sissakjans Sohn. Der Mondkrater Sisakyan wurde nach Sissakjan benannt. In seiner Heimatstadt Aschtarak ist ihm ein Museum gewidmet. 2007 wurde sein Geburtstag in die List of notable dates of UNESCO aufgenommen.

## Ehrungen
- Orden des Roten Banners der Arbeit (zweifach)
- Ehrenzeichen der Sowjetunion
- Medaille „Für die Verteidigung Moskaus“
- A. N. Bach-Preis der AN-SSSR (1950, 1966)
- I. I. Metschnikow-Preis der AN-SSSR (1951)
- Stalinpreis III. Klasse (1952)